# T.Raumschmiere

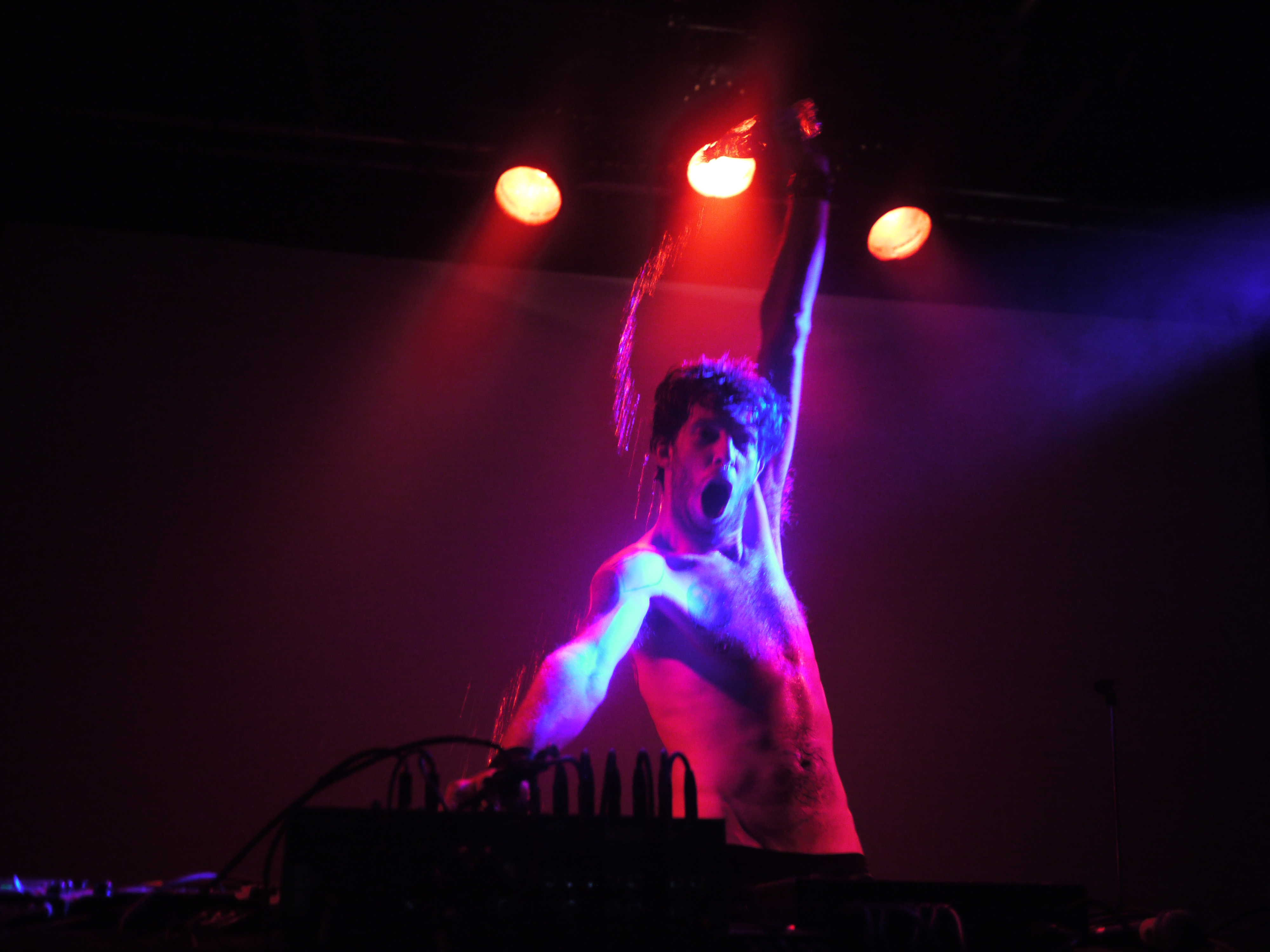
T.Raumschmiere

T.Raumschmiere is de artiestennaam van de Duitse electroproducer Marco Haas (1975). Zijn muziek kent veel invloeden uit de punk, waar hij zo nu en dan ook uitstapjes naar maakt. Hij is vooral bekend om zijn plaat Monstertruckdriver uit 2003. Hij is ook mede-eigenaar van het label Shitkatapult.

## Biografie
De in Heidelberg geboren Haas begon in de jaren negentig als drummer bij de punkband Zorn, die twee albums uitbracht. Daarna zat hij bij de band Stormbow. Voor het debuutalbum richtte hij in 1997 het label Shitkatapult op samen met Apparat. In 1998 veranderde hij echter zijn geluid naar dance. Hij verhuisde naar Berlijn en begon daar diverse projecten. Een daarvan werd zijn alter ego T.Raumschmiere. Hiermee bracht hij enkele singles uit. Dit vroege werk werd verzameld op The Great Rock ‘n’ Roll Swindle (2002). In 2002 verscheen zijn debuutalbum Anti. Ook startte hij weer als drummer voor de band Mos Eisley Rock. 
Zijn doorbraak kwam in 2003 met het album Radio Blackout, waarop Miss Kittin te gast was. Het pakkende nummer Monstertruckdriver werd een hit in meerdere landen en een Dancesmash op Radio 538. Hij bouwde een liveact op waarbij hij zelf als zanger optrad. Het album werd gevolgd door Blitzkrieg Pop (2005), waarop Sandra Nasic (Guano Apes) en Ellen Alien te gast waren. In 2006 werden oude ambientprobeersels verzameld op // Random Noize Sessions Vol. I. Daarna volgde nog I Tank U (2008), waarop hij zich als songwriter profileerde.
Daarnaast had hij nog enkele zijprojecten. Zo zat hij in de band Crack Whore Society, dat in 2007 een titelloos debuutalbum uitbracht. Ook vormde hij met Ulli Bomans het duo Shrubbn dat in 2013 het album Echos uitbracht. 
- Biblioteca Nacional de España: XX1800306
- Gemeinsame Normdatei: 135298911
- International Standard Name Identifier: 0000 0000 7826 8614
- MusicBrainz: da9138a4-67e5-4cd7-bf2f-6ecf6ca632e8
- Virtual International Authority File: 87601709
- WorldCat: E39PBJmTmBTvbk6XbrrxgvcHG3